# فاي دوناوي
دوروثي فاي دوناوي (بالإنجليزية: Faye Dunaway) (وُلدت في 14 يناير 1941) هي ممثلة أمريكية. نالت جائزة الأوسكار وثلاثة جوائز غولدن غلوب وجائزة بافتا وجائزة إيمي، وكانت أول حائزة لجائزة نادي ليوبارد التي تكرم محترفين الأفلام الذين ترك عملهم بصمةً على المخيلة الجمعية. في عام 2011، منحتها الحكومة الفرنسية وسام الفنون والآداب الفرنسي.
بدأت مسيرتها المهنية في ستينيات القرن العشرين في برودواي. ظهرت أول مرة على الشاشة في فيلم ذا هابينينغ عام 1967، وزادت شهرتها في ذات العام عندما صورت شخصية بوني باركر في فيلم بوني وكلايد الذي أخرجه آرثر بين، ومن خلال ذلك الفيلم نالت أول ترشيح لجائزة الأوسكار. من بين أكثر أفلامها شهرةً فيلم الجريمة علاقة توماس كراون 1968 وفيلم الدراما ذا أرانجمينت وفيلم الويسترن المعدل ليتل بيغ مان 1970 واقتباس عن رواية ألكساندر دوما الكلاسيكية الفرسان الثلاثة 1973 وفيلم الغموض النوار-الجديد الحي الصيني 1974 ونالت عليه ترشيحها الثاني لجائزة الأوسكار وفيلم الأكشن الدرامي الجحيم المرتفع 1974 وفيلم الإثارة السياسي ثري دايز أوف ذا كوندور 1975 وفيلم الهجاء الشبكة 1976 ونالت عليه جائزة الأوسكار في فئة أفضل ممثلة وفيلم الإثارة آيز أوف لاورا مارس 1978.
تطورت حياتها المهنية إلى أدوار وشخصيات أكثر نضجًا في السنوات اللاحقة، غالبًا في الأفلام المستقلة، بدءًا من تصويرها المثير للجدل لشخصية جوان كروفورد في فيلم مومي ديريست 1981. ومن بين الأفلام البارزة الأخرى التي ظهرت فيها بارفلاي 1987 وحكاية الجارية 1990 وأريزونا دريم 1994 وذا توايلايت أوف غادس 1997 وغيا 1998 وذا رولز أوف أتراكشن 2002. مثلت دوناوي أيضًا على خشبة المسرح في العديد من المسرحيات بما في ذلك مسرحية رجل لكل الفصول 1961–1963، وبعد السقوط 1964 وهوغان غوت 1965-1967، وعربة اسمها الرغبة 1973 وحصلت على جائزة سارة سيدونس عن تمثيلها دور مغنية الأوبرا ماريا كالاس في مسرحية ماستر كلاس 1996.
تُعد دوناوي متحفظةً بخصوص حياتها الخاصة، ونادراً ما تجري مقابلات، وتظهر في عدد قليل جدًا من المناسبات العلنية. بعد علاقات رومانسية مع جيري شاتسبيرج ومارسيلو ماستروياني، تزوجت دوناوي مرتين، أولًا المغني بيتر وولف ومن ثم المصور تيري أونيل، والذي أنجبت منه ولدًا، ليام.

## نشأتها
ولدت دوناوي في باسكوم بفلوريدا، وهي ابنة غريس أبريل (كنيتها قبل الزواج سميث؛ 1922-2004)، وهي ربة منزل، وجون ماكدويل دوناوي الابن (1920-1984)، وهو ضابط غير مفوض في جيش الولايات المتحدة. تنحدر دوناوي من أصل أولستر الأسكتلندي والإنجليزي والألماني. قضت طفولتها في السفر في جميع أنحاء الولايات المتحدة وأوروبا.
أخذت دوناوي دروسًا في الرقص والمطقطقات والبيانو والغناء، وتخرجت من مدرسة ليون الثانوية في تالاهاسي بولاية فلوريدا، ثم درست في جامعة ولاية فلوريدا وجامعة فلوريدا، وتخرجت من جامعة بوسطن بشهادة في المسرح. أمضت الصيف قبل عام تخرجها في شركة مساهمة صيفية في مركز لوب للدراما في جامعة هارفارد، حيث كانت جين ألكساندر، الممثلة والرئيسة المستقبلية للصندوق الوطني للفنون، أحد زملائها المشاركين. في عام 1962، في سن الحادية والعشرين، درست التمثيل في الأكاديمية والمسرح الوطني الأمريكي. لاحظها لويد ريتشاردز أثناء أدائها في إنتاج مسرحية البوتقة، ورشحها للمخرج إيليا كازان، الذي كان يبحث عن موهبة صغيرة لشركته لينكولن سنتر ريبيرتوري. درست التمثيل أيضًا في استوديو إتش بي في مدينة نيويورك.
بعد تخرجها من جامعة بوسطن بفترة قصيرة، ظهرت دوناوي في برودواي كبديلة في مسرحية روبرت بولت رجل لجميع الفصول. ظهرت بعد ذلك في مسرحية آرثر ميلر بعد السقوط وفي مسرحية هوغان غوت الحائزة على الجوائز ومن كتابة بروفيسور هارفارد ويليام ألفريد، الذي أصبح مرشدها ومستشارها الروحي. «باستثناء والدتي وأخي وابني الحبيب، كان بيل ألفريد بلا شك أهم شخصية فردية في حياتي. مدرس ومعلم وأفترض أنه الأب الذي لم أكن أملكه أبداً، الوالد والمرافق الذي كنت أرغب به دائمًا، إذا كان الخيار خياري. لقد علمني الكثير عن فضيلة الحياة البسيطة والروحانية ونقاء الجمال الحقيقي وكيفية الخوض في هذا العمل الفوضوي للحياة».

## المسيرة المهنية

### الأفلام الأولى والنجاح الباهر 1967-1968
كان الظهور الأول لدوناوي على الشاشة في فيلم الجريمة الكوميدية ذا هابينينغ 1967، الذي قام ببطولته أنتوني كوين. نال أداؤها آراءً جيدة من النقاد، ولكن روجر إيبرت من صحيفة شيكاغو سن تايمز انتقد الأداء قائلًا إنها تعرض خدعة حقيقية تتمثل في وضع كفها على خدها. في نفس العام، لعبت دورًا مساعدًا في مسرحية أوتو بيرمينغر هاري سونداون، مع مايكل كين وجين فوندا. ثبت أن التصوير يصعب على دوناوي لأنها تصارعت مع بيرمينغر، الذي شعرت أنه لا يعرف أي شيء على الإطلاق عن عملية التمثيل. وصفت هذه التجربة لاحقًا بأنها الدراما النفسية التي تركتني أشعر بالتلف في نهاية كل يوم. وقعت دونواي عقدًا مع بريمنغر لتصوير ستة أفلام لكنها قررت أثناء التصوير استرداد العقد. بقدر ما كلفني ذلك الخروج من الصفقة مع أوتو، إذ كان عليَّ أن أصور تلك الأفلام معه، فعندئذ ما كنت سأقدم بوني وكلايد أو علاقة توماس كراون أو أي من الأفلام التي كنت فجأةً في وضع يسمح لي اختيار القيام بها. إضافةً إلى الأفلام التي كنت أفتقدها، كان الأمر أشبه بالتعذيب بالماء الصيني وأن أكون عالقةً في خمسة أفلام سيئة، ومن المستحيل تقييم الأضرار التي قد تحدث لي في ذلك الوقت المبكر من مسيرتي المهنية. لم يحقق فيلم بريمنغر نجاحًا حاسمًا أو احتل صدارة شباك التذاكر، لكن دوناوي احتفظت بما يكفي من الإشادات للترشح لجائزة غولدن غلوب عن فئة النجم الجديد للعام.
حاولت دوناوي الحصول على مقابلة مع المخرج آرثر بين عندما كان يخرج فيلم ذات تشيس 1966، لكن مخرج الأداء رفضها لأنه لم يعتقد أنها تمتلك الشكل الجيد للأفلام. عندما شاهد بين مشاهدها في فيلم ذا هابينيغ قبل صدوره، قرر السماح لها بقراءة دور سارقة المصارف بوني باركر لفيلمه القادم، بوني وكلايد 1967. أثبتت عملية التمثيل من أجل دور بوني أنها شاقة، وبدأ البحث بين عدد من الممثلات لهذا الدور، بما في ذلك جين فوندا وثيرد ويلد وآن مارغريت وكارول لينلي وليزلي كارون وناتالي وود. أعجب بين بدوناوي وتمكّن من إقناع الممثل والمنتج وارين بيتي، الذي لعب دور كلايد بارو في الفيلم، بأنها الأفضل للدور. إلى جانب شهرتها القليلة، كان اهتمام بيتي يتمحور حول بنيتها العظمية غير العادية، والتي اعتقد أنها قد يكون غير مناسبة لدور بوني باركر، وهي فتاة محلية تحاول أن تبدو بريئة أثناء احتجازها في مصارف مدينة تكساس الصغيرة. ومع ذلك، غير بين رأيه بعد رؤية بعض الصور لدوناوي التي التقطها كورتيس هانسون على الشاطئ قائلًا: «كان بإمكانها ضرب الكرة عبر الشبكة، وكانت تملك ذكاءً وقوة يجعلانها قويةً ورومانسية. لم تملك دوناوي سوى بضعة أسابيع للتحضير لهذا الدور، وعندما طُلب منها أن تفقد الوزن لإعطاء شخصيتها مظهرًا من حقبة الاكتئاب، اتبعت نظامًا غذائيًا قاسيًا، وتوقفت عن الأكل وخسرت 14 كيلوغرامًا.

## وصلات خارجية
- فاي دوناوي على موقع IMDb (الإنجليزية)
- فاي دوناوي على موقع الموسوعة البريطانية (الإنجليزية)
- فاي دوناوي على موقع روتن توميتوز (الإنجليزية)
- فاي دوناوي على موقع مونزينجر (الألمانية)
- فاي دوناوي على موقع ألو سيني (الفرنسية)
- فاي دوناوي على موقع تيرنر كلاسيك موفيز (الإنجليزية)
- فاي دوناوي على موقع أول موفي (الإنجليزية)
- فاي دوناوي على موقع قاعدة بيانات برودواي على الإنترنت (الإنجليزية)
- فاي دوناوي على موقع قاعدة بيانات الأفلام السويدية (السويدية)
- فاي دوناوي على موقع إن إن دي بي (الإنجليزية)
- فاي دوناوي في قاعدة بيانات أقل من برودواي على الإنترنت